# Очерки гнойной хирургии
«Нариси гнійної хірургії» (рос. «Очерки гнойной хирургии») — фундаментальна наукова праця з хірургії проф. Войно-Ясенецького (архієпископа Луки), в якій зібрано та описано підходи до діагностики та лікування різноманітних розладів та хвороб, пов'язаних з наявністю гною, в умовах обмежених медичних ресурсів та відсутності антибіотиків. Видання вперше опубліковано в 1934 році. За цю працю автора нагороджено Сталінською премією І ступеня в 1946 році.

## Структура та зміст
«Нариси гнійної хірургії» складаються з 39 глав, в яких автор описав підходи до лікування в гнійній хірургії використовуючи типові та нетипові клінічні приклади з своєї практики в еру відсутності антибактеріальних препаратів. Презентація хворих починається з моменту звернення за медичною допомогою до проф. Войно-Ясенецького та простежується до моменту одужання або смерті пацієнта. Використовуючи такі випадки, автор дає свої коментарі та проводить детальний аналіз своїх дій, в тому числі вказує на помилки та шляхи їх уникнення.
Основний підхід, що пропонує автор — це використання даних топографічної анатомії при плануванні розтинів та шляхів дренування гнійників, гнійних ран; також наведені рекомендації щодо застосування місцевої анестезії.

## Видання
Монографія проф. Войно-Ясенецького була настільною книгою багатьох поколінь хірургів, навіть після відкриття та широкого впровадження антибіотикотерапії при лікуванні гнійників та витримала 4 видання — 1934, 1946, 1956, 2006 рр. Кожне наступне після смерті автора видання супроводжувалось коментарями фахівців у галузі гнійної хірургії, в яких давалась оцінка тому чи іншому варіанту лікування з урахуванням засобів з арсеналу сучасної медицини.